# Tour de Pologne Women
Die Tour de Pologne Women oder Tour de Pologne Féminin ist ein polnisches Straßenradrennen im Frauenradsport.
Das Etappenrennen wurde 1998 unter dem Namen Eurosport Tour ins Leben gerufen, von 2000 bis 2006 wurde es als Eko Tour Dookola Polski und ab 2007 mit dem derzeitigen Namen ausgetragen. Nach 2008 gab es eine längere Unterbrechung, in der die Rundfahrt nur 2016 stattfand. Seit der Saison 2024 steht das Rennen wieder im Rennkalender der UCI und ist in die UCI-Kategorie 2.2 eingestuft.
Organisiert wird die Rundfahrt vom selben Veranstalter, der auch für die Polen-Rundfahrt der Männer verantwortlich ist. Die Rennen finden jedoch in unterschiedlichen Zeiträumen statt. Bisher konnte nur die Polin Bogumiła Matusiak das Rennen zweimal gewinnen. 

## Palmarès
| Jahr                           | Siegerin            | Zweite                  | Dritte                |
| ------------------------------ | ------------------- | ----------------------- | --------------------- |
| 1998                           | Hanka Kupfernagel   | Susanne Ljungskog       | Sanna Lehtimäki       |
| 1999                           | Judith Arndt        | Jenny Algelid-Bengtsson | Walentina Gerassimowa |
| 2000                           | Lada Kozlíková      | Nicole Brändli          | Patricia Hempel       |
| 2001                           | Christina Becker    | Lada Kozlíková          | Doris Posch           |
| 2002                           | Walentyna Karpenko  | Anita Valen de Vries    | Noemi Cantele         |
| 2003                           | Tetjana Stjaschkina | Walentina Polchanowa    | Olga Sljussarewa      |
| 2004                           | Tatiana Guderzo     | Maja Włoszczowska       | Bogumiła Matusiak     |
| 2005                           | Bogumiła Matusiak   | Wolha Hajewa            | Tereza Němcová        |
| 2006                           | Bogumiła Matusiak   | Grete Treier            | Paulina Brzeźna       |
| 2007                           | Kirsten Wild        | Grete Treier            | Stephanie Gaumnitz    |
| 2008                           | Sara Mustonen       | Alexandra Burtschenkowa | Liesbet De Vocht      |
| 2009 bis 2015 keine Austragung |                     |                         |                       |
| 2016                           | Jolanda Neff        | Flávia Oliveira         | Tetyana Riabchenko    |
| 2017 bis 2023 keine Austragung |                     |                         |                       |
| 2024                           | Laura Molenaar      | Scarlett Souren         | Katarzyna Wilkos      |
| 2025                           |                     |                         |                       |